# Leichtathletik-Weltmeisterschaften 1995/Teilnehmer (Nauru)
| Gelbes Symbol für Goldmedaillen mit stilisierten Olympischen Ringen | Graues Symbol für Silbermedaillen mit stilisierten Olympischen Ringen | Braundes Symbol für Bronzemedaillen mit stilisierten Olympischen Ringen |
| ------------------------------------------------------------------- | --------------------------------------------------------------------- | ----------------------------------------------------------------------- |
| —                                                                   | —                                                                     | —                                                                       |

Zu den fünften Leichtathletik-Weltmeisterschaften 1995 im schwedischen Göteborg entsandte die Republik Nauru einen Athleten.

## Ergebnisse

### Männer
Fredrick Canon belegte am 5. August 1995 im fünften Vorlauf über 100 Meter in einer Zeit von 11,51 Sekunden den siebten Platz vor Tururangi Tarapu von den Cookinseln. Neben Tarapu waren mit Albert Juan (Guam), Darren Tuitt (Montserrat) und Francisco Obama Afang (Äquatorialguinea) insgesamt vier der 88 Teilnehmer der Vorläufe langsamer als der Nauruer.
| Athlet         | Disziplin | Vorlauf | Vorlauf | Viertelfinale      | Viertelfinale      | Halbfinale         | Halbfinale         | Finale             | Finale             |
| Athlet         | Disziplin | Zeit    | Platz   | Zeit               | Platz              | Zeit               | Platz              | Zeit               | Platz              |
| -------------- | --------- | ------- | ------- | ------------------ | ------------------ | ------------------ | ------------------ | ------------------ | ------------------ |
| Fredrick Canon | 100 m     | 11,51 s | 84.     | nicht qualifiziert | nicht qualifiziert | nicht qualifiziert | nicht qualifiziert | nicht qualifiziert | nicht qualifiziert |